# From the Cradle to Enslave
From the Cradle to Enslave — мини-альбом английской симфо-блэк-метал-группы Cradle of Filth, вышедший 30 октября 1999 на лейблах Music for Nations (Европа) и Metal Blade Records (США).

## Отзывы
| Оценки критиков     | Оценки критиков |
| Источник            | Оценка          |
| ------------------- | --------------- |
| AllMusic            | [ 1 ]           |
| Chronicles of Chaos | 8/10            |

Стив Хьюи из AllMusic описал EP как «достойное дополнение к коллекции любого фаната, содержащее несколько песен, которые стоят в одном ряду с лучшими их работами».

## Список композиций
| №  | Название | Текст песни  | Музыка                   | Длительность |
| -- | --- | ------------ | ------------------------ | ------------ |
| 1. | «From the Cradle to Enslave»                                                                                        | Дэни Филт    | Cradle of Filth          | 6:37         |
| 2. | «Of Dark Blood and Fucking»                                                                                         | Дэни Филт    | Cradle of Filth          | 6:02         |
| 3. | «Death Comes Ripping» (кавер Misfits)                                                                               | Гленн Данциг | Гленн Данциг             | 1:57         |
| 4. | «Sleepless» (кавер Anathema)                                                                                        | Даррен Уайт  | Дэниел Кавана и Anathema | 4:19         |
| 5. | «Pervert's Church (From the Cradle to Deprave)» (ремикс "From the Cradle to Enslave" только на европейском издании) |              |                          | 4:58         |
| 6. | «Funeral in Carpathia (Be Quick or Be Dead Version)»                                                                | Дэни Филт    | Cradle of Filth          | 8:08         |

| №  | Название                                                            | Текст песни | Музыка   | Длительность |
| -- | ------------------------------------------------------------------- | ----------- | -------- | ------------ |
| 5. | «Dawn of Eternity» (кавер Massacre; только на американском издании) | Кэм Ли      | Рик Розз | 6:24         |

## Участники записи
Cradle of Filth
- Дэни Филт — вокал
- Стюарт Анстис — соло-гитара
- Джаен Пирес — ритм-гитара
- Робин «Грэйвз» Иглстоун[англ.] — бас
- Лес «Лектер» Смит — клавиши
- Уас Саргинсон — ударные на «From the Cradle to Enslave», «Death Comes Ripping» and «Sleepless»
- Адриан Эрландссон — ударные на «Of Dark Blood and Fucking» and «Dawn of Eternity»
- Николас Баркер — ударные на «Funeral in Carpathia (Be Quick or Be Dead Version)»
- Сара Джезебел Дэва — бэк-вокал

## Чарты
| Год  | Чарт            | Позиция |
| ---- | --------------- | ------- |
| 1999 | UK Albums Chart | 84      |